# 村田雄二郎
村田雄二郎（1957年8月31日—）是一名知名的日本中國哲學研究者，現任東京大學綜合文化研究科教授。專門範圍是中國哲學、近代中國史。

## 簡歷
出生於東京都，1980年東京大学教養学科亞洲分科畢業，1982年修畢东京大学研究生院人文科学研究科中国哲学專攻修士課程，同年前往北京大学哲学系留学，同年歸國。1986年起担任東京大学教養学部助手，1988年起担任專任講師，1990－1991年担任北京學術研究中心客員講師，1992年起担任東京大学助教授，2007年起担任教授。此外还于1999－2000年擔任过哈佛大學客員研究員。

## 著書

### 共著
- （溝口雄三・伊東貴之）（平凡社，1995年）

### 編著
- （研文出版，2005年）

### 共編著
- （山内昌之・增田一夫（日语：増田一夫））（岩波書店，1997年）
- （天兒慧・石原享一・朱建榮・辻康吾・菱田雅晴）（岩波書店，1999年）
- （佐佐木毅・山脇直司）（東京大学出版会，2003年）
- （C・ラマール）（東京大学出版会，2005年）
- （飯島涉（日语：飯島渉）・久保亨）（東京大学出版会，2009年）

### 譯書
- 金觀濤・劉青峰（研文出版，1987年）
- （岩波書店，1990年）
- 胡垣坤・曾露凌・譚雅倫編（平凡社，1997年）
- 汪暉（岩波書店，2006年）

## 外部連結
- 村田研究室 （页面存档备份，存于）